# Lonchaea dichaeta
Lonchaea dichaeta är en tvåvingeart som beskrevs av Mcalpine 1964. Lonchaea dichaeta ingår i släktet Lonchaea och familjen stjärtflugor.
Artens utbredningsområde är Rwanda. Inga underarter finns listade i Catalogue of Life.